# ایمپیپ
ایمپیپ (به انگلیسی: Immepip) با فرمول شیمیایی C9H15N3 یک ترکیب شیمیایی با شناسه پاب‌کم 3035842 است. که جرم مولی آن ۱۶۵٫۲۳۵۵ گرم بر مول می‌باشد. 